# ALH 77005
Allan Hills 77005 (também conhecido como Allan Hills A77005, ALHA77005, ALH77005 e ALH-77005   ) é um meteorito marciano encontrado em 1977 nas Allan Hills da Antártica em por uma equipe de missão do Instituto Nacional Japonês de Pesquisa Polar  e ANSMET.  Como outros membros do grupo de meteoritos marcianos, ALH-77005 é pensado para ser de Marte. 

## Descrição
Durante a descoberta, a massa de ALH-77005 era de 482,5 gramas (1,064 lb). O exame geológico inicial determinou que o meteorito era composto por aproximadamente 55% de olivina, 35% de piroxeno, 8% de maskelynite e 2% de opacos. 
Em março de 2019, pesquisadores relataram a possibilidade de bioassinaturas neste meteorito marciano com base em sua morfologia e microtextura, detectadas por microscopia óptica e microscopia FTIR-ATR e na detecção de compostos orgânicos mineralizados,    sugerindo que a vida microbiana poderia ter existido no planeta Marte. Neste sentido, de maneira mais ampla e baseados no resultado desses estudos, os pesquisadores sugeriram que materiais do Sistema Solar devam ser cuidadosamente estudados para determinar se também pode haver sinais de formas microbianas dentro de outras rochas espaciais.  